# Trentepohlia labuana
Trentepohlia labuana är en tvåvingeart som beskrevs av Edwards 1931. Trentepohlia labuana ingår i släktet Trentepohlia och familjen småharkrankar. Inga underarter finns listade i Catalogue of Life.